# Who the Hell Are You
A Wjp the Hell Are You című dal az ausztrál Madison Avenue 2. kimásolt kislemeze a The Polyester Embassy című stúdióalbumról. A dal Ausztráliában az 1. helyen debütált az ARIA kislemezlistán. 2000-ben az ARIA díjkiosztón a legjobb video kategóriában helyezést ért el a duó. Egy évvel később a dal az Egyesült Királyságban a 10. helyezést érte el a dal. Új-Zélandon a 32., míg Írországban a 41. helyezést érte el a slágerlistán. A dal az amerikai slágerlistára is felkerült, ahol a Billboard Hot Dance Music / Club Play listán az 1. helyezett volt. A dal az amerikai slágerlistára is felkerült, ahol a Billboard Hot Dance Music / Club Play listán az 1. helyezett volt.
A dal eredeti zenei alapja Vermon Burch Get Up című dalából való.

## Megjelenések
12"  Ausztrália Vicious Grooves – DAN 669459 0
- A1	Who The Hell Are You (Original Mix - 12 Mix)	6:32
- A2	Who The Hell Are You (John Course & Andy Van Remix) 7:25
- B1	Who The Hell Are You (Illicit Remix) 7:10

## Slágerlista

### Heti összesítés
| Slágerlista (2000–2001)                | Legjobb helyezések |
| -------------------------------------- | ------------------ |
| Ausztrália (ARIA)                      | 1                  |
| Belgium (Ultratip Flanders)            | 6                  |
| Belgium (Ultratip Wallonia)            | 13                 |
| Írország (IRMA)                        | 41                 |
| Új-Zéland (Recorded Music NZ)          | 32                 |
| Skócia (Scottish Singles Top 40)       | 10                 |
| Egyesült Királyság (UK Singles Chart)  | 10                 |
| Egyesült Királyság (UK Dance Chart)    | 14                 |
| US Billboard Hot Dance Music/Club Play | 1                  |

### Év végi összesítés
| Slágerlista (2000) | Helyezések |
| ------------------ | ---------- |
| Australia (ARIA)   | 8          |